# 頭文字D タイピング関東最速プロジェクト
『頭文字D タイピング関東最速プロジェクト』（イニシャルディー タイピングかんとうさいそくプロジェクト）は、2001年8月24日にイーフロンティアから発売された、タイピングゲームである。2006年3月24日には、廉価版が発売された。このソフトは、頭文字Dのアニメシリーズを世界観・ステージにしている。
前作の『頭文字D 高橋涼介のタイピング最速理論』の続編である。音楽は、m.o.v.eのBLAZIN BEATなど、全9曲収録している。
頭文字D 高橋涼介のタイピング最速理論よりもグラフィックが向上している。